# Дев'ятикутні числа

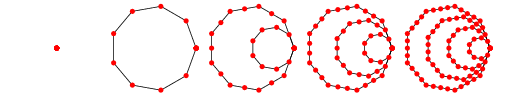
Дев'ятикутні числа

Дев'ятикутне число — фігурне число, що розширює поняття трикутного та квадратного чисел до дев'ятикутника (багатокутник, що має 9 кутів). На відміну від трикутних та квадратних чисел, моделі, які беруть участь у побудові дев'ятикутних чисел, не є обертально-симетричними. Зокрема, n дев'ятикутних чисел підраховують число точок в структурі n вкладених дев'ятикутників, які мають спільний кут, де i-тий дев'ятикутник, як приклад, має сторону утворену з i точок, розташованих одним блоком окремо від інших.

## Формула дев'ятикутних чисел
Дев'ятикутні числа для n визначаються за формулою:
{\displaystyle N(n)={\frac {n(7n-5)}{2}}.}
Декілька перших дев'ятикутних чисел:
1, 9, 24, 46, 75, 111, 154, 204, 261, 325, 396, 474, 559, 651, 750, 856, 969, 1089, 1216, 1350, 1491, 1639, 1794, 1956, 2125, 2301, 2484, 2674, 2871, 3075, 3286, 3504, 3729, 3961, 4200, 4446, 4699, 4959, 5226, 5500, 5781, 6069, 6364, 6666, 6975, 7291, 7614, 7944, 8281, 8625, 8976, 9334, 9699. послідовність A001106 з Онлайн енциклопедії послідовностей цілих чисел, OEIS
Парність дев'ятикутних чисел слідує за зразком непарне-непарне-парне-парне.
Нехай N(n) - n-те дев'ятикутне число та T(n) n-те трикутне число, то для них виконується рівність:
{\displaystyle {7N(n)+3=T(7n-3)}.}

## Перевірка для дев'ятикутних чисел
{\displaystyle x={\frac {{\sqrt {56n+25}}+5}{14}}.}
Якщо x є цілим числом, то n є x-дев'ятикутним числом. Якщо x не ціле, то n не дев'ятикутне.

## Центроване дев'ятикутне число
Центроване дев'ятикутне число — це центроване фігурне число, яке представляє дев'ятикутник з точкою в середині і всі точки навколо лежать на дев'ятикутних шарах. Центроване дев'ятикутне число для n задається формулою:
{\displaystyle Nc(n)={\frac {(3n-2)(3n-1)}{2}}.}
Помноживши (n — 1)-ше трикутне число на 9 і додавши 1 отримаємо n-те центроване дев'ятикутне число, але є більш простий зв'язок з трикутними числами — кожне третє трикутне число (1-ше, 4-те, 7-ме, і т. д.) також центроване дев'ятикутне число.
Перші декілька дев'ятикутних чисел:
1, 10, 28, 55, 91, 136, 190, 253, 325, 406, 496, 595, 703, 820, 946 (послідовність A060544 з Онлайн енциклопедії послідовностей цілих чисел, OEIS)
В списку зустрічаються такі досконалі числа:
3-тє центроване дев'ятикутне число це 7 x 8 / 2 = 28, і 11-те це 31 x 32 / 2 = 496.
Далі: 43-тє це 127 x 128 / 2 = 8128, и 2731-ше це 8191 x 8192 / 2 = 33,550,336.
За виключенням 6, всі парні досконалі числа є також центрованими дев'ятикутними числами, за формулою
{\displaystyle Nc\left({\frac {2^{p}+1}{3}}\right)=2^{p-1}(2^{p}-1),} де 2p−1 — прості числа Марсенна.
В 1850-му році, Поллок висловив припущення, що будь-яке натуральне число це сума максимум одинадцяти центрованих дев'ятикутних чисел, яке ні доведено ні спростовано.